# Сестак, Джо
Джозеф Эмброуз Сестак младший (англ. Joseph Ambrose Sestak Jr.; род. 12 декабря 1951, Сикэйн) — вице-адмирал ВМС США в отставке и политик, член Демократической партии, член Палаты представителей США (2007—2011).

## Биография
Сын словацкого иммигранта, американского морского офицера Джозефа Сестака, умершего в 2009 году. В 1970 году окончил среднюю школу, затем Военно-морскую академию США, став вторым по успеваемости в своём классе. Впоследствии, уже в период своей службы во флоте получил степени магистра и доктора философии в Школе управления имени Кеннеди при Гарвардском университете.
В 1991 году принял командование над своим первым кораблём — USS Samuel B. Roberts (FFG-58). В 2001 году решением адмирала Верна Кларка переведён в Пентагон, где возглавил исследовательскую группу из 100 человек с задачей разработки планов создания специализированной структуры военно-морских сил для вовлечения флота в борьбу с терроризмом. В 2005 году завершил 31-летнюю военную карьеру.
В тот период дочь Сестака Алекс боролась с раком и прошла полный курс терапевтического и хирургического лечения благодаря его медицинской страховке как военнослужащего. По утверждению самого Сестака, это подтолкнуло его к мысли об уходе в политику, и в 2006 году он был избран в Палату представителей от 7-го избирательного округа Пенсильвании, а в 2008 — переизбран (на тот момент он стал самым высокопоставленным военным, избранным в Конгресс). В 2010 году он победил на праймериз действующего сенатора от Пенсильвании Арлена Спектера, но затем проиграл выборы республиканцу Пэту Туми. В 2016 году предпринял вторую попытку избрания в Сенат, но выбыл из борьбы уже на стадии предварительных выборов.
Преподавал в университете Карнеги — Меллона (Питтсбург) и в университете Пенсильвании в Чейни.
22 июня 2019 года объявил о вступлении в борьбу за выдвижение своей кандидатуры от Демократической партии на президентских выборах 2020 года.

## Личная жизнь
Сестак сделал предложение своей будущей жене, урождённой Сьюзан Кларк, через два дня после знакомства, когда оба состояли в американской делегации, посещавшей страны бывшего Советского Союза. Тогда он получил отказ, но через восемь лет пара всё же вступила в брак.